# Віссаріон Кулик
Віссаріон Кулик (хресне ім'я Василь; 24 травня 1850 — 22 березня 1904, Львів) — український греко-католицький священник, василіянин, проповідник, місіонер, ігумен Бучацького монастиря (1893–1897).

## Життєпис
Народився 24 травня 1850 року в селянській сім'ї у селі Ганчарів на Поділлі. Навчався в народній школі і Тернопільській гімназії. 7 серпня 1880 року вступив на новіціят до Василіянського Чину в Добромильський монастир, однак коли в 1882 році розпочалася т. зв. Добромильська реформа, ще раз вступив на новіціятське випробування. Перші обіти склав 20 січня 1884 року і продовжив філософсько-богословські студії. Під час навчання керував хором василіянських студентів, викладав українську мову для молодших курсів, а під час богословських студій у 1886–1887 роках був соцієм магістра новиків. 8 березня 1888 року отримав священиче рукоположення.
Працював у Кристинополі (1888–1893), в Бучачі (1893–1897), де був першим ігуменом реформованого монастиря, у Жовкві (1897–1902) — адміністратором парафії і провідником Апостольства молитви, в Дрогобичі (1902–1904) — адміністратором парафії. Часто виїжджав на народні місії і реколекції з іншими василіянськими проповідниками оо. Платонідом Філясом, Сотером Ортинським, Єремією Ломницьким, Юліяном Дацієм та іншими. Виголошував блискучі й одночасно прості проповіді для простого народу, дуже часто впереміш із жартами, за що люди називали його «веселим місіонером».
У березні 1904 року під час народної місії в селі Залуччя (нині Коломийський район), о. Віссаріон Кулик дістав параліч і його перевезли до Львова, де він помер 22 березня. Похований на Личаківському цвинтарі.